# کوروتا
کوروتا (به لاتین: Kurota) یک منطقهٔ مسکونی در روسیه است که در جمهوری آلتای واقع شده‌است.